# Brzezia Łąka (gmina)
Brzezia Łąka – dawna gmina wiejska istniejąca w latach 1945–1954 w woj. wrocławskim (dzisiejsze woj. dolnośląskie). Siedzibą władz gminy była Brzezia Łąka.
Gmina Brzezia Łąka powstała po II wojnie światowej na terenie tzw. Ziem Odzyskanych (tzw. II okręg administracyjny – Dolny Śląsk). 28 czerwca 1946 gmina – jako jednostka administracyjna powiatu oleśnickiego – weszła w skład nowo utworzonego woj. wrocławskiego.
Według stanu z 1 lipca 1952 gmina składała się z 15 gromad: Bielawa, Blizbórz, Brzezia Łąka, Bystre, Kamień, Kątna, Ligota Mała, Nieciszów, Oleśniczka, Piecowice, Pietrzykowice, Piszkowa, Raków, Śliwice i Zimnica. Gmina została zniesiona 29 września 1954 wraz z reformą wprowadzającą gromady w miejsce gmin. Jednostki nie przywrócono 1 stycznia 1973 wraz z kolejną reformą reaktywującą gminy.